# Ebrachar
Ebrachar, lateinisch Everacrus, französisch Éracle, († 27. oder 28. Oktober 971) war von 959 bis zu seinem Tod Bischof von Lüttich.
Ebrachar war ein Schüler Rathers, der 953 bis 955 (oder 954 bis 956) Bischof in Lüttich gewesen war, aber wegen Konflikten mit den Grafen von Hennegau bald wieder aus dem dortigen Episkopat geschieden war.
Ebrachar war Dekan des Cassius-Stifts in Bonn und wurde im Jahre 959 von dem Kölner Erzbischof Brun, der den Hennegauer Grafen Reginar III. 957 abgesetzt hatte, als Bischof in Lüttich eingesetzt.
In seiner Amtszeit liegen die Ursprünge der Kollegiatstifte St. Paul und St. Martin. Wie sein Förderer Brun trat Ebrachar als Erneuerer der Schulen auf. In der Bevölkerung war er jedoch verhasst, und er hatte mehrfach mit Aufständen zu kämpfen. 968/969 begleitete er Kaiser Otto I. auf dessen Zug nach Kalabrien.
Notger wurde 972 sein Nachfolger.